# Mezzi di produzione
I mezzi di produzione sono, secondo la teoria marxista, la congiunzione dei mezzi fisici di lavoro (macchine, utensili, terre e materie prime) che, a partire da risorse primarie in input, crea, tramite il lavoro manuale da parte del lavoratore, un prodotto finito a valore aggiunto.
Il significato dei "mezzi di produzione" varia a seconda dell'ambito a cui fa riferimento: in una società agricola si può riferire al suolo e alla pala, mentre in una società industriale alle miniere e le fabbriche.

## Produzione industriale
Dal punto di vista di un'azienda, essa utilizza i suoi beni strumentali, che sono anche noti come beni tangibili in quanto sono di natura fisica. I beni non finiti vengono trasformati in prodotti e servizi nel processo di produzione. Anche se i beni strumentali non sono scambiati sul mercato come beni di consumo, possono essere valutati fintanto che i beni strumentali sono merci prodotte, necessarie per la produzione. I valori complessivi dei beni strumentali costituiscono il valore capitale.
I mezzi di produzione sociali sono beni capitali e attività che richiedono uno sforzo di lavoro collettivo organizzato, in contrasto con lo sforzo individuale, per operare. La proprietà e l'organizzazione dei mezzi sociali di produzione è un fattore chiave nella categorizzazione e nella definizione di diversi tipi di sistemi economici.
I mezzi di produzione comprendono due grandi categorie di oggetti: strumenti di lavoro (attrezzi, fabbriche, infrastrutture, ecc.) e soggetti di lavoro (risorse naturali e materie prime). Le persone operano sui temi del lavoro utilizzando gli strumenti del lavoro per creare un prodotto; o detto in altro modo, il lavoro che agisce sui mezzi di produzione crea un bene. In una società agraria i principali mezzi di produzione sono la terra e la pala. In una società industriale i mezzi di produzione diventano mezzi di produzione sociali e comprendono fabbriche e miniere.

## Produzione di conoscenza
In un'economia della conoscenza, i computer e le reti sono mezzi di produzione. In senso lato, i "mezzi di produzione" comprendono anche i "mezzi di distribuzione" come negozi, internet e ferrovie (capitale infrastrutturale).

## Ammortamento
I mezzi di produzione dell'impresa possono deprezzarsi, il che significa che vi è una perdita di valore economico dei beni strumentali o dei beni materiali (ad esempio macchinari, attrezzature di fabbrica) a causa dell'usura e dell'invecchiamento. Questo è noto come il deprezzamento dei beni strumentali.

## Marxismo e teoria marxista della classe
L'analisi della sofisticazione tecnologica dei mezzi di produzione e del modo in cui sono posseduti è una componente centrale nel quadro teorico marxista del materialismo storico e nella critica di Marx dell'economia politica, e più tardi nell'economia marxiana.
Nell'opera di Marx e nei successivi sviluppi della teoria marxista, il processo di evoluzione socioeconomica si basa sulla premessa dei miglioramenti tecnologici nei mezzi di produzione. Man mano che il livello della tecnologia migliora rispetto alle capacità produttive, le forme esistenti di relazioni sociali diventano superflue e inutili, creando contraddizioni tra il livello di tecnologia nei mezzi di produzione da un lato e l'organizzazione della società e la sua economia dall'altro.
In relazione ai miglioramenti tecnologici nei mezzi di produzione, le nuove tecnologie e le scoperte scientifiche possono riorganizzare la struttura del mercato, creare un enorme impatto economico e interrompere il pool di profitti nell'economia. Un ulteriore impatto delle tecnologie dirompenti può portare a determinate forme di forza lavoro economicamente non necessarie e non competitive e persino ad ampliare la disparità di reddito.
Queste contraddizioni si manifestano sotto forma di conflitti di classe, che si sviluppano fino al punto in cui il modo di produzione esistente diventa insostenibile, collassando o rovesciandosi in una rivoluzione sociale. Le contraddizioni vengono risolte dall'emergere di un nuovo modo di produzione basato su un diverso insieme di relazioni sociali che include, in particolare, diversi modelli di proprietà dei mezzi di produzione.
La proprietà dei mezzi di produzione e il controllo sul prodotto "surplus" (un concetto teorizzato da Karl Marx nella sua critica dell'economia politica che indica i beni extra prodotti rispetto alla quantità necessaria a una comunità di lavoratori per sopravvivere al proprio attuale tenore di vita) generato dal loro funzionamento è il fattore fondamentale per delineare i diversi modi di produzione. Il capitalismo è definito come proprietà privata e controllo sui mezzi di produzione, dove il prodotto "surplus" diventa una fonte di reddito non guadagnato per i suoi proprietari. In base a questo sistema, individui o organizzazioni a scopo di lucro intraprendono la maggior parte delle attività economiche. Tuttavia, il capitalismo non indica che tutti i mezzi materiali di produzione sono di proprietà privata poiché le economie parziali sono di proprietà pubblica.
Al contrario, il socialismo è definito come proprietà sociale dei mezzi di produzione in modo che il prodotto "surplus" vada alla società in generale.

### Determinante di classe
La teoria della classe di Marx definisce le classi nella loro relazione con la proprietà e il controllo dei mezzi di produzione. In una società capitalista, la borghesia, o classe capitalista, è la classe che possiede i mezzi di produzione e ricava un reddito passivo dal loro funzionamento. Esempi della classe capitalista includono imprenditori, azionisti e la minoranza di persone che possiedono fabbriche, macchinari e terreni. I paesi considerati paesi capitalisti includono l'Australia, il Canada e altre nazioni che detengono un'economia di libero mercato. Nella società moderna, i piccoli imprenditori, gli azionisti di minoranza e altri piccoli capitalisti sono considerati piccola borghesia secondo la teoria di Marx, che è distinta dalla borghesia e dal proletariato in quanto possono comprare il lavoro degli altri ma anche lavorare insieme ai dipendenti.
Al contrario, il proletariato, o classe operaia, comprende la maggioranza della popolazione che non ha accesso ai mezzi di produzione ed è quindi indotta a vendere la propria forza lavoro per un salario o uno stipendio per ottenere l'accesso a beni di prima necessità, beni e servizi.
Secondo Marx, salari e stipendi sono considerati come il prezzo della forza lavoro, in relazione alle ore di lavoro o agli output prodotti dalla forza lavoro. A livello aziendale, un dipendente non controlla e non possiede i mezzi di produzione in un modo di produzione capitalista. Invece, un dipendente svolge compiti specifici in base a un contratto di lavoro, lavorando per salari o stipendi. Per quanto riguarda le imprese e le organizzazioni a scopo di lucro, dal punto di vista dell'economia del personale, per massimizzare l'efficienza e la produttività deve esserci un equilibrio tra mercato del lavoro e mercato del prodotto. Nelle pratiche relative alle risorse umane, la struttura retributiva tende a spostarsi verso un bonus retributivo o una retribuzione incentivante piuttosto che uno stipendio base per attrarre i lavoratori giusti, anche se esistono conflitti di interesse in un rapporto datore di lavoro-lavoratore.
Alla domanda sul perché le classi esistano in primo luogo nelle società umane, Karl Marx ha offerto una spiegazione storica e scientifica secondo cui è stata la pratica culturale della proprietà dei mezzi di produzione a darle origine. Questa spiegazione differisce notevolmente da altre spiegazioni basate su "differenze di capacità" tra individui o su affiliazioni religiose o politiche che danno origine a caste. Questa spiegazione è coerente con la maggior parte della teoria marxista in cui la politica e la religione sono viste come mere escrescenze (sovrastrutture) della realtà economica fondamentale di un popolo.

## Termini correlati
I fattori di produzione sono definiti dal filosofo tedesco Karl Marx nel suo libro Das Kapital come lavoro, soggetti di lavoro e strumenti di lavoro: il termine equivale a mezzi di produzione più lavoro. I fattori di produzione sono spesso elencati negli scritti economici derivati dalla scuola classica come "terra, lavoro e capitale". Marx a volte usava il termine "forze produttive" in modo equivalente a "fattori di produzione"; in Das Kapital, usa "fattori di produzione", nella sua famosa prefazione alla sua Per la critica dell'economia politica, usa "forze produttive" (che può dipendere dalla traduzione).
I rapporti di produzione (tedesco: Produktionsverhältnis) sono i rapporti che gli esseri umani intrattengono tra loro utilizzando i mezzi di produzione per produrre. Esempi di tali relazioni sono datore di lavoro/dipendente, acquirente/venditore, la divisione tecnica del lavoro in una fabbrica e le relazioni di proprietà.
Modo di produzione (tedesco: Produktionsweise) indica il modo dominante in cui la produzione è organizzata nella società. Ad esempio, "capitalismo" è il nome del modo di produzione capitalista in cui i mezzi di produzione sono di proprietà privata di una piccola classe (la borghesia) che trae profitto dal lavoro della classe operaia (il proletariato). Il comunismo è un modo di produzione in cui i mezzi di produzione non sono di proprietà di nessuno, ma condivisi in comune, senza sfruttamento di classe. Oltre al capitalismo e al comunismo, esiste un altro modo di produzione chiamato Sistema Economico Misto. In un'economia mista, la proprietà privata dei beni strumentali è protetta ed è consentito un certo livello di economia di mercato. Tuttavia, il governo ha il diritto di intervenire nel mercato e nelle attività economiche per scopi sociali. Diversamente dal puro capitalismo, la regolamentazione del governo esiste per controllare particolari mezzi di produzione sul settore delle imprese private. Diversamente dal comunismo, la maggior parte dei mezzi di produzione è di proprietà privata piuttosto che condivisa in comune.